# Keramiksymposium Gmunden
Das Keramiksymposium Gmunden ist ein internationales Symposium für Künstler der Modernen Keramik in Gmunden am Traunsee in Oberösterreich.

## Geschichte

### Anfänge 1963–1978
Das Symposium wurde 1963 von dem österreichischen Keramikkünstler Kurt Ohnsorg (der sein Sommer-Atelier damals in Gmunden am Fuß des Grünbergs betrieb) begründet. Ohnsorg war inspiriert von den seit 1959 vom Künstlerkollegen Karl Prantl im Römersteinbruch St. Margarethen organisierten und ebenfalls bahnbrechenden Bildhauersymposien und schuf damals das erste Symposium der Welt speziell für Keramikkunst.
Es fand unter Ohnsorgs Leitung (veranstaltet vom Gmunder Ausstellungsverein und vom Wiener Josef-Hoffmann-Seminar für keramische Gestaltung) sechsmal in Gmunden statt, zunächst (1963) als Gmundner Sommerseminar für Keramik, dann bis 1967 unter der Bezeichnung Internationales Gmundner Sommerseminar für Keramik. Das 6. Symposium 1969 bekam dann die Bezeichnung 6. Internationales Keramiksymposium Gmunden, und als Trägerverein wurde damals auch ein „Verband Internationaler Keramiksymposien Gmunden“ ins Leben gerufen.
Das Symposium war als Keramik-Werkstatt und -Seminar in Kooperation mit der Österreichischen Sanitär-Keramik- und Porzellan-Industrie-Aktiengesellschaft (ÖSPAG) konzipiert (Markennamen Lilienporzellan und Austrovit-Sanitärkeramik), welche 1967 von der „Laufen-Keramik“ übernommen wurde. Die ÖSPAG stellte ihre Produktionsstätte in Gmunden-Engelhof für die künstlerischen Aktivitäten zur Verfügung.
Das erste Symposium 1963 wurde (neben der o.a. ÖSPAG) auch durch die Gmundner Fa. Schleiss-Keramik unterstützt, das letzte Symposium 1969 dann auch durch die Fa. Gmundner Keramik.
Mit dem Freitod (1970) des erst 1969 als Professor an die damalige „Kunstschule der Stadt Linz“ berufenen Kurt Ohnsorgs sowie dem Ende der Kooperation mit der ÖSPAG nach deren Übernahme durch Laufen (Unternehmen) verlor das Symposium seine Gmundner Ankerpunkte. Es gab Ansätze, es ab 1970 unter der Leitung von Kurt Spurey weiterzuführen, doch fanden die weiteren Keramik-Symposien in der Gmundner Tradition zunächst an anderen Orten statt, wie 1972 in Stoob (Burgenland) oder 1974 in Vösendorf (Niederösterreich). 1978 fand dann letztmals ein Keramik-Symposium unter der Leitung von Kurt Spurey in Gmunden als „7. Internationales Keramiksymposium Gmunden“ statt.

### Grundlagen ab 1989
Ab 1989 wurde die künstlerische Tradition am Standort der Porzellan- und Keramikproduktion in Gmunden durch die Organisation der seither jährlich veranstalteten Keramikwochen Gmunden wiederbelebt. Hier gesellte sich zum sogenannten Töpfermarkt Gmunden von Anfang an (auf Initiative von Günter Praschak, dem Nachfolger von Kurt Ohnsorg an der nunmehrigen Universität für künstlerische und industrielle Gestaltung Linz, sowie der ebenfalls dort ab 1986 lehrenden Maria Baumgartner) ein Begleitprogramm mit Kunst-Ausstellungen und Symposien, genannt „Akzente“. Auf dieser seither wieder gewachsenen Basis einer künstlerischen Tradition wurde dann 2003 das Konzept eines internationalen Künstler-Symposiums wiederbelebt und neu implementiert.

### Neustart ab 2003
Mit-Initiator (neben der Stadt Gmunden und der Abteilung Keramik an der Kunstuniversität Linz) und Hauptsponsor war und ist die verbleibende bedeutende Gmundner Keramik-Firma, die traditionsreiche Manufaktur Gmundner Keramik (Inhaber damals Johannes Graf v. Moy), die sich anlässlich des 100-jährigen Firmenjubiläums am Standort Gmunden (= seit 1903 als „Schleiß-Keramik“) im Jahr 2003 als Sponsor engagierte. Das Symposium trägt daher seither auch die Zusatz-Bezeichnung „KUNST.WERKSTATT der Gmundner Keramik“.
Träger des Keramiksymposiums Gmunden ist seit 2003 offiziell der Verein zur Förderung europäischer Keramikkünstler. Organisiert wird das Symposium zusammen mit den o.a. Keramikwochen Gmunden von der Kulturabteilung der Stadt Gmunden.

## Das Keramiksymposium als Wanderausstellung
Eine Besonderheit des Keramiksymposiums Gmunden ist seit 2003, dass die dort entstandenen Arbeiten dann an verschiedenen Standorten und Kunstmuseen in ganz Europa in Form einer Wanderausstellung präsentiert werden. Details sind der folgenden Übersicht zu entnehmen.

## Themen, Teilnehmende, Ausstellungsorte
Bei den von Kurt Ohnsorg geleiteten Seminaren/Symposien wurden die Teilnehmenden durch Ohnsorg in seiner Eigenschaft als künstlerischer Leiter des „Josef-Hoffmann-Seminars für keramische Gestaltung“ (Co-veranstalter der Symposien) ausgewählt, ab 1964 aus einer wachsenden Schar von internationalen Anmeldungen.
Die Teilnahme am „neuen“ Keramiksymposium Gmunden ab 2003 wurde und wird international (europaweit) ausgeschrieben, die Teilnehmenden durch eine Jury ausgewählt, sowie die Ausstellung der Arbeiten durch einen Beirat begleitet und kuratiert.
Hier gibt es einen Überblick über die bisherigen Symposien inkl. der Vorläufer 1963–1978:
| Jahr (Nr.)    | Jury/Beirat (Vorsitz), Leitung                                                            | allfälliges Arbeitsthema                             | Jeweils von der Jury / der Leitung ausgewählte Teilnehmende | Standorte der Ausstellungen |
| ------------- | ----------------------------------------------------------------------------------------- | ---------------------------------------------------- | --- | --- |
| 1963 (1)      | Kurt Ohnsorg (AUT) Leitung und Auswahl                                                    | kein Arbeitsthema                                    | Günter Praschak, Kurt Ohnsorg, Waltraud Thalhammer, Franz Schermann, Eva Müller, Robert Sturm, Edith Köller u. a. | Gmunden: (a) Atelier Kurt Ohnsorg, (b) Rathaussaal Gmunden; heute auch: (c) Kammerhof-Museen Gmunden, Keramik-Sammlung |
|               |                                                                                           |                                                      | | |
| 1964 (2)      | Kurt Ohnsorg (AUT) Leitung und Auswahl                                                    | Arbeitsthema: Formen                                 | Ilona Benkö (HUN), Hans Lifka (CH), Edith Kasza (HUN), Barbara Nägerl (AUT), Kurt Ohnsorg, Elisabeth Prantner, Uta Prantl-Peyrer (beide AUT), Sami Rafi (EGY), Dorothea Saipt, Ursula Schröcksnadel (alle AUT), Zbynek Sekal (CZE), Vera Szekely (HUN), Ulrike Vukovich (AUT) | Gmunden: (a) Atelier Kurt Ohnsorg, (b) ÖSPAG-Werksgelände; heute auch: (c) Kammerhof-Museen Gmunden, Keramik-Sammlung |
|               |                                                                                           |                                                      | | |
| 1965 (3)      | Kurt Ohnsorg (AUT) Leitung und Auswahl                                                    | Arbeitsthema: Raum und Farbe                         | Genia Berger (ISR), Heinz Frech (AUT), Brian Glover (GB), Gerda Lepschi (AUT), Hans Lifka (CH), Maya Lightbody (CAN), Barbara Nägerl (AUT), Karel Nepras (CZE), Kurt Ohnsorg (AUT), Joszef Peri (HUN), Anneliese Reischke-Jahn (GER), Ernst Riedler (AUT), Lynn Settje (USA), Zbynek Sekal (CZE), Anna M. Smith (USA), Vera Szekely (FRA), Lubor Těhník (CZE), Olgierd Truszynski (POL), Angela Varga, Alfred Zinhobel (beide AUT))                                                                           | Gmunden: (a) Atelier Kurt Ohnsorg, (b) ÖSPAG-Werksgelände; heute auch: (c) Kammerhof-Museen Gmunden, Keramik-Sammlung, dazu: (d) Keramik von Künstlern aus 12 Staaten, Internationaler Künstler-Club (IKC), Palais Pálffy, Wien (Werke des 2. und 3. Keramiksymposiums Gmunden 1966). |
|               |                                                                                           |                                                      | | |
| 1966 (4)      | Kurt Ohnsorg (AUT) Leitung und Auswahl                                                    | Arbeitsthema: Vielfalt der Techniken                 | Charles K. Baxter (USA), Maud Friedland (IRL), Marian Haissmann–Magelund (DAN), Gernot Mühlbacher, Barbara Niemann, Kurt Ohnsorg, Anton Raidel (alle AUT), Klaus Schultze (GER), Václav Ńerák (CZE), Robert Stultiens (NED), Ernst Rieder, Alfred Zinhobel (beide AUT) | Gmunden: (a) Atelier Kurt Ohnsorg, (b) ÖSPAG-Werksgelände; damals auch (c) Kammerhof-Galerie Gmunden; dazu später auch (d) Kammerhof-Museen Gmunden, Keramik-Sammlung |
|               |                                                                                           |                                                      | | |
| 1967 (5)      | Kurt Ohnsorg (AUT) Leitung und Auswahl                                                    | Arbeitsthema: Gefäße                                 | James K. Amoah (GHA), Perla de Bardin (ARG), Leif Helge Neger (NOR), Siegfried Enk (AUT), Helen Goldberg (USA), Hubert Groiemert (GER), Bernhard Griess, Hans Haumer, Manfred Kohl (alle AUT), Rufin Kominek (POL), Justine Liebmann (AUT), Hans Lifka (CH), Anders Liljefors (SWE), Juraj Marth (CZE), Patriciou Mattescu (ROM), Jean Mayer, Gedula Ogen (beide ISR), Kurt Ohnsorg, Ernst Riedler, Gerda Spurey, Kurt Spurey (alle AUT), Imre Schrammel (HUN), Maria Voyatsoglu (GRE), Alfred Zinhobel (AUT) | Gmunden: (a) Atelier Kurt Ohnsorg, (b) ÖSPAG-Werksgelände; dazu (c) Internationaler Künstler-Club (IKC), Palais Pálffy, Wien; heute auch (d) Kammerhof-Museen Gmunden, Keramik-Sammlung |
|               |                                                                                           |                                                      | | |
| 1969 (6)      | Kurt Ohnsorg (AUT) Leitung und Auswahl                                                    | Arbeitsthema: Industrie, Großgewerbe und Freiplastik | Henri Abiola (NIG), Josef Blumenthal (ISR), Yoko Gunji (JAP), Tony Franks, David Hamilton (beide GB), Marit Lindberg (SWE), Janos Majoros (HUN), Kurt Ohnsorg (AUT), Filiz Osgüven (TUR), Primula Pandit (IND), Aisaku Suzuki (JAP), Kurt & Gerda Spurey (AUT), Lubor Těhník (CZE), Annerie Teuling (NED), Peter Weihs (AUT)) | Gmunden: (a) Atelier Kurt Ohnsorg, (b) ÖSPAG-Werksgelände; heute auch: (c) Kammerhof Gmunden (Ausstellung der Werke des Internationalen Keramiksymposions 1969), dazu d) Kammerhof-Museen Gmunden, Keramik-Sammlung |
|               |                                                                                           |                                                      | | |
| 1978 (7)      | Kurt Spurey (AUT) Leitung und Auswahl                                                     | kein Arbeitsthema                                    | Carol Abraham (USA), Franz Josef Altenburg (AUT), Jody Baral (USA), Peter Hotzy, Paul Lester, Hans Lifka (alle AUT), Christian Pasuello (CAN), Günter Praschak (AUT), Cheryl Russel (CAN), Kurt Spurey, Ingeborg Strobl (beide AUT), Kensaku Uke, Shohei Yuasa (beide JAP), Alfred Zinhobel (AUT) | Gmunden: (a) ÖSPAG-Werksgelände; heute auch: (b) Kammerhof-Museen Gmunden, Keramik-Sammlung |
|               |                                                                                           |                                                      | | |
| 2003 (8) (1)  | Maria Baumgartner (AUT); Klaus Schultze (GER), Leitung, u. a.                             | kein Arbeitsthema                                    | Franz Josef Altenburg (AUT), Laura Braspenning (NED), Hans Fischer, Jana Grzimek, Sabine Heller, Kirsten Jäschke (alle GER), Juan Orti Garcia (SPA), Judith Rataitz, Barbara Reisinger (beide AUT), Silvia Siemes (GER), Anne Tyrn (EST), Gabriel Vach (CZE), Thomas Weber (GER), Arno Wilthan (AUT) | (a) KUNST.WERKSTATT der Gmundner Keramik Manufaktur, Gmunden, Österreich; (b) Danmarks Keramikmuseum Grimmerhus, Middelfart, Dänemark; (c) Europäisches Industriemuseum für Porzellan und technische Keramik, Selb-Plößberg, Deutschland |
|               |                                                                                           |                                                      | | |
| 2004 (9) (2)  | Franz Josef Altenburg (AUT), Wilhelm Siemen (GER), Torbjørn Kvasbø (NOR), u. a.           | Arbeitsthema: Wasser                                 | Petra Bittl (GER), Galina Georgieva (BUL), Anna Olivia Kristiansen (DEN), Rebecca Maeder (SUI), Simone Perrotte (FRA), Sonja Reisenberger (AUT), Fausto Salvi (ITA), Signe Schjoeth (DEN), Simone van Bakel, Andrea Wach (beide NED), Bert Walter (GER), Silvia Zotta (ITA) | (a) KUNST.WERKSTATT der Gmundner Keramik Manufaktur, Gmunden, Österreich; (b) Museo Internazionale delle Ceramiche, Faenza, Italien; (c) Europäisches Industriemuseum für Porzellan und technische Keramik, Selb-Plößberg, Deutschland |
|               |                                                                                           |                                                      | | |
| 2006 (10) (3) | Gabi Dewald (GER), Margarete Geffke (AUT), János Probstner (HUN), u. a.                   | Arbeitsthema: Großformatige Keramik                  | Tanja Estermann, Senta Fabsits (beide AUT), Myriam Jiménez Huertas (SPA), Ferenc Koleszár (HUN), Maren Koll (GER), Helene Kortner (NOR), Gareth Mason (GB), Júlia Néma (HUN), Sabine Selmke (GER), Annie Turner (GB), Netty van Osch (NED), Carolin Wachter (GER) | (a) KUNST.WERKSTATT der Gmundner Keramik Manufaktur, Gmunden, Österreich; (b) Galerie im Freihof Sulz (Vorarlberg), Österreich; (c) Keramikmuseum Westerwald, Höhr-Grenzhausen, Deutschland; (d) Museo Nacional de cerámica y artes suntuarias „Gonzalez Martí“, Valencia, Spanien; (e) Galerie im Kulturzentrum Kapfenberg, Österreich                                                                   |
|               |                                                                                           |                                                      | | |
| 2008 (11) (4) | Katja Miksovsky (AUT), Elisabetta Bovina (ITA), Dominique Forest (FRA), u. a.             | Arbeitsthema: Neue Wege in der Keramik               | Ingrid Askeland (NOR), Doris Becker (LUX), Roberto Cambi (ITA), Coralie Courbet, Raphael de Villers (beide FRA), Stefan Engel (GER), Silvia Mornati (ITA), Johannes Nagel (GER), Iva Ouhrabková (CZE), Silvia Siegl (AUT), Petra Stastná (CZE), Elisabeth Wedenig (AUT) | (a) KUNST.WERKSTATT der Gmundner Keramik Manufaktur, Gmunden, Österreich; (b) Keramikmuseum Westerwald, Höhr-Grenzhausen, Deutschland; (c) Kunststation Kollmitzberg, Österreich; (d) Museum Pachen in Rockenhausen, Deutschland; (e) Kaiserliche Hofburg (Innsbruck), Österreich; (f) Galerie im Schloss Bourglinster, Junglinster, Luxemburg; (g) Museo Internazionale delle Ceramiche, Faenza, Italien |
|               |                                                                                           |                                                      | | |
| 2010 (12) (5) | Hanspeter Dähler (SUI), Frank Louis (AUT), Zsuzsa Füzesi (HUN), u. a.                     | Arbeitsthema: Austausch                              | Réka Bisztriczky (HUN), Imke Freiberg (GER), Audrius Janusonis (LIT), Saara Kaatra (FIN), Michal Kusik (SLK), Barnabás Máder (HUN), Sibylle Meier (SUI), Joel Philippe Parrot Lagarenne (FRA), Rave Puhm (EST), Elke Sada (GER), Alina Sauter (AUT), Gerda Steegmans (NED) | (a) K-Hof, Kammerhof Museen Gmunden, Österreich; (b) Porzellanikon – Die Museen in Hohenberg und Selb, Deutschland; (c) Smissebroek Ruimte voor Kunst, Wellen, Belgien; (d) Keramikwerkstätte Stehr, Tornesch, Deutschland; (e) Atelierhaus Salzamt, Linz, Österreich |
|               |                                                                                           |                                                      | | |
| 2013 (13) (6) | Diethard Grimmer (AUT), Piotr Kielan (POL), Gabi Dewald (GER), u. a.                      | Arbeitsthema: Innovationen                           | Susanne Altzweig (GER), Sofia Beça (POR), Cristina Simona D`Alberto (ITA), Mateusz Grobelny (POL), Ana Cecilia Hillar (ITA), Karin Karinson Nilsson (SWE), Weronika Lucińska (POL), Valentin Manz (GB), Sara Möller (SWE), Vivien Schneider-Siemssen, Daniel Wetzelberger (beide AUT), Stijn Yperman (BEL) | (a) KUNST.WERKSTATT der Gmundner Keramik Manufaktur, Gmunden, Österreich; (b) Galerie der Cselley Mühle, Oslip, Österreich; (c) Kaiserliche Hofburg (Innsbruck), Österreich; (d) Museo Internazionale delle Ceramiche, Faenza, Italien; (e) Keramikmuseum Westerwald, Höhr-Grenzhausen, Deutschland; (f) Muzeum Ceramiki-Dzial Historii Miasta, Bolesławiec, Polen                                        |
|               |                                                                                           |                                                      | | |
| 2015 (14) (7) | Claudia Casali (ITA), Gabi Dewald (GER), Frank Louis (AUT), u. a.                         | kein Arbeitsthema                                    | János Fischer, Anna Dorothea Klug (beide GER), Sofie Norsteng (NOR), Giorgio di Palma (ITA), Eva Pelechová (CZE), Eva Roucka (CZE), Giovanni Ruggiero (ITA), Kim Sangwoo (SUI), Andreas Vormayr, Heidrun Weiler (beide AUT) | (a) KUNST.WERKSTATT der Gmundner Keramik Manufaktur, Gmunden, Österreich; (b) Schloss Kunštát, Kunštát, Tschechien; (c) Museo Internazionale delle Ceramiche, Faenza, Italien; (d) Keramion, Frechen b. Köln, Deutschland; (e) Deutschvilla, Strobl, Österreich |
|               |                                                                                           |                                                      | | |
| 2018 (15) (8) | Nani Champy Schott (FRA), Gabi Dewald (GER), Lilli Hollein (A), Matteo Zauli (ITA), u. a. | kein Arbeitsthema                                    | Enrica Casentini (ITA), Beate Gatschelhofer (AUT), Jonathan Keep (GB), Helene Kirchmair (AUT), Yara Lettenbichler (AUT), Hélène Loussier (FRA), Annette Lucks (GER), Aino Nebel (GER), Tomasz Niedzio (POL), Brigitte Pénicaud (FRA) | (a) K-Hof – Kammerhof Museum Gmunden, Österreich; (b) LAUFEN INNOVATION HUB an der Marienstiege, Wien, Österreich; (c) Galerie Scharmüller, Fornach, Österreich; (d) Keramikmuseum Westerwald, Höhr-Grenzhausen, Deutschland; (e) Museo Carlo Zauli, Faenza, Italien; (f) Museum La Piscine Roubaix, Frankreich                                                                                           |